# Chambre de commerce et d'industrie Alsace Eurométropole
La chambre  de commerce et d'industrie Alsace Eurométropole a son siège à Schiltigheim au 14 rue de la Haye. Elle dispose également de deux établissements à Colmar et à Mulhouse.

## Mission
À ce titre, elle est un organisme chargé de représenter les intérêts des 70 000 entreprises commerciales, industrielles et de service d'Alsace et de leur apporter certains services. Elle mutualise et coordonne les efforts des trois CCI d'Alsace.

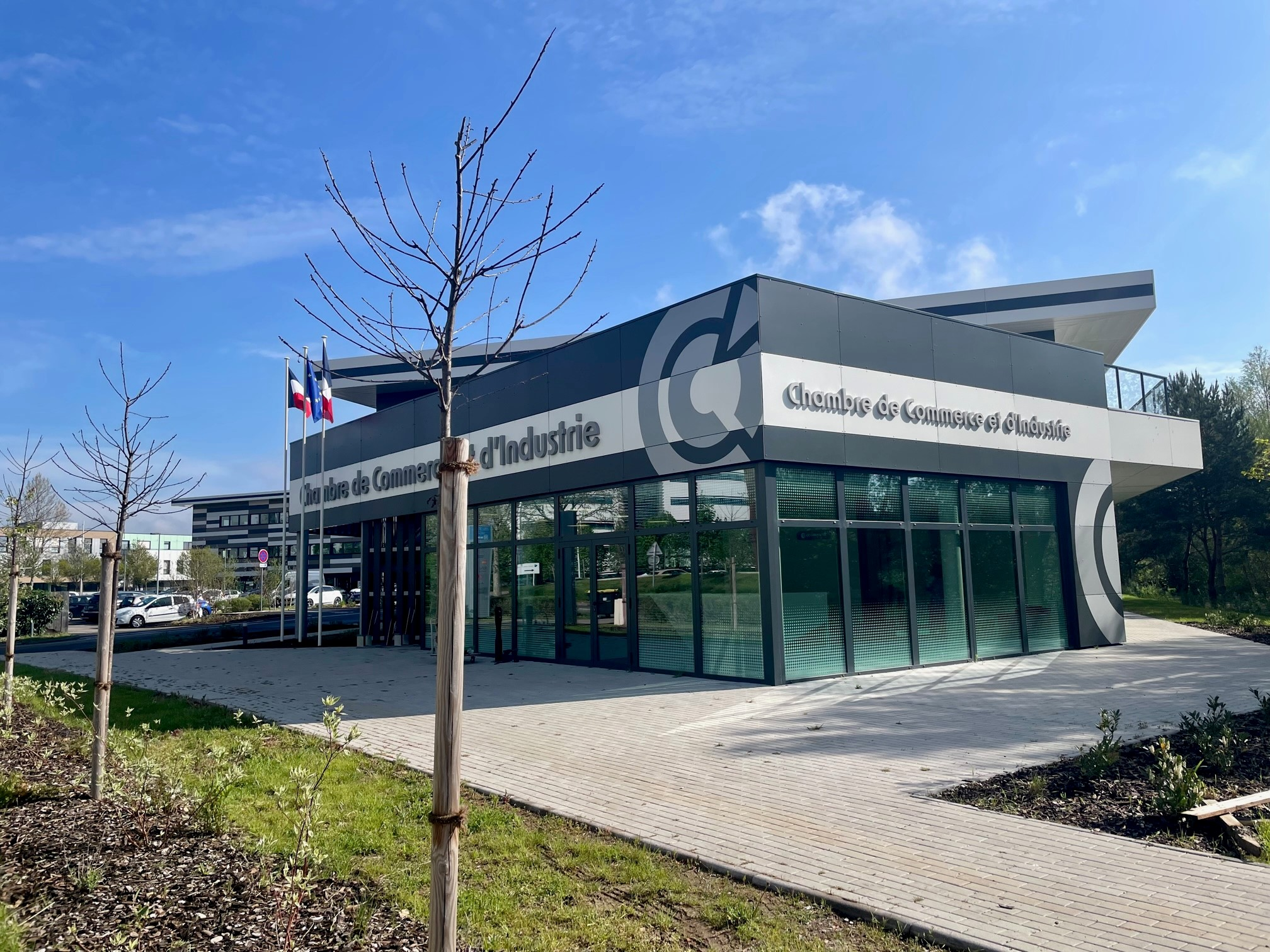
Le nouveau siège de la CCI Alsace Eurométropole est situé à l'Espace Européen de l'Entreprise, au 14 rue de la Haye à Schiltigheim.

Comme toutes les chambres de commerce et d'industrie, elle est placée sous la tutelle du préfet de région représentant le ministère chargé de l'industrie et le ministère chargé des PME, du Commerce et de l'Artisanat.

### Service aux entreprises
- Création/transmission entre de formalités des entreprises.
- International.
- Innovation ARIST.
- Formation et emploi.
- Aides aux entreprises.
- Observatoire économique régional.
- Études et développement.
- Aménagement et développement du territoire.
- Environnement et développement durable.
- Tourisme.
- Commerce et services.
- Industrie.

### Axe de travail
- International : actions en faveur des primo exportateurs et des démarches sectorielles par filières.
- Environnement : diagnostics déchets, favoriser les opérations de gestion collective des déchets et à contribuer à la mise en place de filières régionales de collecte et de traitement.
- Innovation et transfert de technologie : sensibiliser les entrepreneurs aux technologies clés, favoriser l’échange entre les entreprises et la recherche, accompagner les entreprises et les créateurs d’entreprise dans leurs projets de développement.
- Formation professionnelle : élargir la gamme de prestations aux entreprises en renforçant en amont de la formation, le conseil en Ressources Humaines, diversifier les méthodes et les contenus de formation.

## Historique
Le siège de la chambre régionale de commerce et d'industrie d'Alsace était situé autrefois au 3, quai Kléber[réf. nécessaire] et au 10 place Gutenberg.

## Pour approfondir